# Benoît Pedretti
Benoît Pedretti, född 12 november 1980 i Audincourt, är en fransk före detta fotbollsspelare.

## Karriär

### Klubblag
Benoît Pedretti startade sin proffskarriär i FC Sochaux-Montbéliard, där han spelade från år 1999 till år 2004. Sommaren år 2004 skrev han på för Olympique de Marseille men spelade bara där i en säsong. År 2005 skrev han på för Lyon för en summa av 60 miljoner SEK, Lyon hade stora förhoppningar på honom men under sin tid i Lyon tillbringade han mycket tid på bänken. Efter en säsong i Lyon kände han att det var dags att röra på sig igen och flyttade till AJ Auxerre, där han fick agera lagkapten.

### Landslag
Benoît Pedretti gjorde sin landslagsdebut den 20 november 2002 i mötet Frankrike mot Jugoslavien i en match där Frankrike besegrade Jugoslavien med 3-0. Benoît Pedretti har även medverkat i FIFA Confederations Cup 2003 och i EM 2004. I den senare turneringen slogs Frankrike ut i kvartsfinalen av de blivande mästarna Grekland. Han spelade 22 landskamper för Frankrike.